# Пушкіна Маргарита Анатоліївна
Маргари́та Анато́ліївна Пу́шкіна (22 січня 1952) — радянська і російська поетеса, найбільш відома як автор пісень рок-гуртів. Здобула славу завдяки співпраці з гуртом «Арія».

## Біографія
Народилась 22 січня в місті Тбілісі Грузинської РСР. Батько — Пушкін Анатолій Іванович, льотчик, Герой Радянського Союзу, кавалер Ордена Жукова; мати — Зоя Петрівна, домогосподарка. На особистість Маргарити вплинула її сестра історик і археолог Тамара Анатоліївна.
Дитинство провела у Ризі, де проходив військову службу її батько. З тих часів зберіглося тепле ставлення Маргарити Анатоліївни до латвійської столиці, яку вона неодноразово відвідувала і після переїзду. Певний час родина прожила у Чехословаччині (до СРСР повернулися за рік до празьких подій 1968 року).
За освітою Маргарита Анатоліївна викладач іспанської та англійської мов.
Закінчила музичну школу (8 класів) по класу фортепіано, співала в хорі. Відвідувала музичні лекторії, у тому числі в музеї імені Бахрушина (курс лекцій з італійської опери).
Знайомство з рок-музикою почалося з гуртів The Beatles і The Rolling Stones. Певний вплив на вподобання і подальший напрямок діяльності молодої поетеси справило знайомство з Олександром Борисовичем Градським 1967 року. Відома Маргарита Анатоліївна і своєю громадською діяльністю. 1987-го вона активно збирає підписи на захист лідера «Аліси» Костянтина Кінчева у його процесі проти газети «Смена», яка на своїх сторінках звинуватила виконавця у фашизмі. Була однією з організаторів першого офіційного рок-фестивалю в Москві «Рок-Панорама-86». На початку 1990-х дебютувала в кіно як акторка (художній фільм «Тацу», 1994 рік), та сценаристка (міні-серіал «Роман императора» (1993)). Крім багаторічної роботи з написання текстів пісень, Маргарита Анатоліївна займається журналістською діяльністю — з 1992 року випускає журнал «Забриски Rider», присвячений альтернативним культурам, а також з 2003 року очолює власний рок-проект «Margenta». Співавтор книг, у тому числі і тих, що пов'язані з подробицями діяльності гурту «Арія». Активно спілкується з поціновувачами її творчості, в тому числі у соціальних мережах (в першу чергу — сайт  http://www.mastersland.com [Архівовано 14 січня 2014 у Wayback Machine.] ).

## Творчість
З приводу різноплановості настроїв текстів пісень для різних гуртів:
|  | Відносно того, що я завжди різна, коли пишу вірші або розповіді, я зовсім інша. Або коли просто пишу тексти і ще не знаю, до кого вони потраплять. Настрій буває різний, до слізно меланхолічного. Це так чудово бути різною. Це своєрідна гра, театр, в якому я колись хотіла грати, або кіно. Оригінальний текст (рос.) Относительно того, что я везде разная - когда пишу стихи или рассказы, я совсем другая. Или когда просто сочиняю тексты, ещё не зная, кому они попадут. Настроение же разное бывает, вплоть до слезливо меланхолического. Это так здорово - быть разной, это своеобразная игра, театр, в котором мне когда-то хотелось играть, или кино. |

### Ранній період

Маргарита Анатоліївна серед музикантів гурту «Високосное Лето», друга половина 1970-х років.

Вірші Маргарита почала писати ще в дитинстві. Першим написаним нею ще у студентські роки пісенним текстом стали слова до «Каждому из нас когда-то надо выловить по солнцу из воды» Олександра Кутікова, написаної 1970 року. За сприяння Кутікова Маргарита Анатоліївна 1976 року розпочинає співпрацю з гуртом «Високосное лето». Для цього колективу вона написала відомі у свій час пісні «Ослепший художник», «Свиньи рвутся в бой», «Колдун крадёт стеклянных лебедей», «Похититель снов» 

### Автограф
«Ирландия. Ольстер» — перша написана для гурту пісня, на фестивалі «Весняні ритми» 1980 року у Тбілісі отримала дві премії, у тому числі і «За найкращу композицію фестивалю». Ця пісня, присвячена подіям конфлікту у Північній Ірландії, стала заглавною на дебютній платівці «Автографа», (видана у 1981 р.), і одразу стала широко відомою.
На платівці «Автограф-2» 1984 року вийшли три пісні зі словами Пушкіної — «Истина», «Старинная баллада» і «Электронные часы», а також пісня «Реквием (памяти Джона Леннона)», яку було написано спільно з Б.Баркасом. На платівці «Истина / Монолог» 1985 року нею було написано тексти обох пісень (друга — спільно з Баркасом). 1990 року на однойменній платівці вийшла пісня «Жизнь в себе» на слова Маргарити Анатоліївни. До збірки «Автограф-1» (1996 р.) було включено також раніше (протягом 80-х років) написані пісні з її текстами: «2000 лет», «Цепочка дней», «Вчерашний день», «День и ночь», «Марсианские хроники, ч. I» (спільно з Л. Гуткіним), та «Возвращение, ч. II».

### Арія
Першою піснею, яка була написана Маргаритою Анатоліївною для майбутніх легенд російського року, стала пісня «Тореро» з дебютного альбому Арії, який пізніше отримав назву «Мания величия», у 1985 році. Пісня розповідає про іспанського тореодора, сина вдови, який помирає від сутички з биком на арені під бій мадридських курантів. Другою написаною для арійців піснею стала «Без тебя» — лірична рок-балада на музику Кіпєлова і Большакова, з другого альбому «С кем ты?», який було записано наступного року (автором інших текстів став Олександр Єлін).

#### Герой Асфальта
Після першого розпаду Арії разом з музикантами відійшов і основний на той час автор пісень. У результаті всі тексти для альбому, якому випала доля стати історичним, написала Маргарита Анатоліївна Пушкіна. Це був альбом «Герой асфальта». Відпочатку запланований і навіть самвидавом виданий 1987 року, як «На службе силы зла». Заголовна (за офіційною версією, яку було видано на рік пізніше, тираж склав фантастичну цифру у понад мільйон примірників) пісня розповідає про загиблого молодого мотоцикліста, торкається тем юнацького самопошуку та протесту. До «класики» російського хард-року увійшла «Баллада о древнерусском воине» з цього ж альбому. Досить тривала епічна пісня (що і обґрунтовувало слово «балада» у назві, бо пісня не є рок-баладою у музичному розумінні) переносить слухача у часи протистояння давньої Русі та орденів німецьких хрестоносців. Тематика — боротьба за свободу рідної землі, добра (в уособленні Русі) зі злом (яке у пісні представлено орденом тевтонців, яким укр. «Уся нечиста сила обіцяла допомогу»), самопожертва. Пісня «1100» присвячена військовим льотчикам (яким був батько поетеси). Всупереч розповсюдженій фанатській версії, пісня «Улица роз» не має жодного відношення до Жанни д'Арк.
Тривалу народну любов до пісень альбому було підтверджено успіхом туру з приводу його 20-ї річниці, а також визнанням платівки найкращою за 50 років існування колишнього державного монополіста звукозапису — фірми «Мелодія», хоча самі музиканти висловлювали незадоволення якістю зведення звуку, що тоді була зроблена спеціалістами фірми.

#### Игра с огнём
Закріплення здобутої як і самим гуртом, так і головною авторкою його текстів, слави. Знову всі тексти альбому, що було видано 1989 року, написано Маргаритою Анатоліївною. Наклад у понад 2 мільйони примірників, що підкорив попередню висоту, було зумовлено не лише поступом музикантів гурту, серйозним підходом до матеріалу як у новаторстві (у частині пісень задіяно скрипку) так і щодо якості запису, але і змістовними та актуальними текстами пісень. Заголовна пісня присвячена внутрішньому конфлікту митця, ставить питання витоків генію — це подано у вигляді діалогу музиканта (який прагне нести добро і правду) та Диявола, який запевняє, що саме він є джерелом його таланту та що за будь-яких намірів митця люди все одно нездатні осягнути велич його творчості, а тим більше — виправитися під її дією (укр. «Будь тричі генієм - їм не допоможеш»). «Искушение» розповідає про пристрасть між дорослим чоловіком та молодшою дівчиною. Інші пісні альбому несуть більш виразне гостросоціальне навантаження. Проте, на відміну від пісень єлінського періоду, вони вже не є нейтральними у сенсі конфлікту з режимом. Замість плакатності з'являється гострота. Пісня «Что вы сделали с вашей мечтой» звучить як докір комуністам, які зганьбили власні ззовні красиві ідеали і торкається теми перекручень в тлумаченні історії та суспільній свідомості. Не менш революційною стала пісня «Раб страха», у якій висвітлювалася зламана психологія заляканих владною системою людей. Пісня «Бой продолжается» у досить жорсткій формі розкриває психологічну трагедію воїна, який повернувся з афганської війни. «Раскачаем этот мир» документує поширене у часи написання пісні явище молодіжних конфліктів між різнобарвними угрупованнями (за місцем проживання, вподобаннями тощо). «Дай жару» у фіналі платівки зглажує критичність попередніх пісень, вселяючи віру у позитивні звершення, до яких закликає.

#### Кровь за кровь
«Кривавий» альбом, містичніший і жорсткіший за своєю тематикою, який вийшов 1991 року, складався з восьми пісень. І знов — всі були написані Маргаритою Анатоліївною. Частина прихильників та музичних спеціалістів вважають цю платівку найкращою в історії славетного гурту. Таку думку висловлював і фронтмен Валерій Кіпєлов.
«Прощай, Норфолк!» — на тлі Першої Світової війни розкривається тема однаково суб'єктивного сприйняття добра сторонами конфлікту. Вони вбивають один одного з однаковим гаслом «Нехай нас зберігає Бог».
«Антихрист» — один з найвідоміших та неоднозначних за змістом творів гурту. За чутками, під час виконання пісні часто траплялися технічні складнощі, а то й просто спалахувала сцена, на якій грали музиканти. Кіпєлов на певний час відмовлявся її співати через не завжди адекватне сприйняття аудиторією. Пісня мала в собі спробу незвичного підходу до сприйняття протистояння добра і зла, «розповідь» йде від особи Антихриста, але не є злісною до супротивника, переходячи зі зваженості до обґрунтування помсти. Строки тексту на кшталт «Ти — Христос, величний Твій трон» зовсім не схожі на сатанізм, хоча, за словами Кіпєлова, частина аудиторії сприймала пісню саме так.
Заголовна пісня торкається біблійної теми вчинку і каяття Понтія Пілата.

#### Ночь короче дня
Робота над матеріалом, у тому числі і над текстами пісень, тривала на початку 1990-х років. Платівку готували до випуску 1994-го, але роботу було завершено на рік пізніше. Тексти платівки помістили в себе дуже широкий діапазон тем та ідей. Широко відомими стали пісні «Возьми моё сердце» та «Ангельская пыль» з текстами Пушкіної. Перша розкриває емоційний фон чоловіка, в якого померла кохана дівчина. Хвилювання з приводу кохання стали і темою пісні «Зверь». «Ангельская пыль» була написана на антинаркотичну тематику, «Ночь короче дня» веде розповідь від імені засудженого до страти в'язня, соціальний протест системі висловлює «Паранойя».

#### Генератор Зла
Тематика змістилася до більш світоглядного напрямку, здебільшого — у похмурих нотах. Певний виняток — заключна пісня «Замкнутый круг», з більш позитивним, але теж філософським забарвленням.
Однією з найпопулярніших пісень стала лірично-сумна «Закат».
Наступного року у збірці «2000 и одна ночь», а також окромим синглом, вийшла чергова надпопулярна композиція з текстом Маргарити Анатоліївни «Потерянный рай».

#### 2000-ні роки
Пушкінська лірика альбому «Химера» отримала більше несхвальних відгуків, ніж попередні роботи. Від неї і в подальші роки Маргарита Анатоліївна залишалася автором великої кількості текстів гурту, але вже не всіх, як у 90-ті роки.
Різноманітність тем збереглася, але частішими стали історичні мотиви. На «Крещение огнём» (2003), вони охоплювали теми давньоруської історії, на «Армагеддон» (2006) та «Феникс» (2011) — світової. Також помітнішим стало базування текстів на фрагментах конкретних літературних творів (як «Бал у князя тьмы» по Булгаковським «Мастеру й Маргариті»).
Декілька російських текстів для каверів було написано по мотивах оригінальних закордонних пісень («Пробил час» та ін.).

### Мастер
Співпраця з гуртом «Мастер», частина складу якого була знайома поетесі ще з часів їх роботи в «Арії», розпочалась з пісень «Мы не рабы?» i «Боже, храни нашу злость!», які були видані на альбомі «С петлёй на шее» 1989 року. Пісні, як і написані у цей час для «Арії», робили протисистемний наголос і мали антисталіністські натяки (як у «Боже, храни нашу злость!»:
укр. 
«…

 Кров ріднить людей з вовками —

 Червона, наче стяг.

 Тінь диктатора над нами

 Креслить дивний знак!»

 …

 «Та до ніг свинцова гиря —

 Прах моїх батьків,

 Надто довгий був в Росії

 Урожай хрестів!»

(переклад фрагменту )).
На початку 1990-х років «Мастер» переходить на створення англомовного матеріалу, основним автором якого був Горбунов. Співпраця стає активнішою з середини 90-х, коли гурт повертається до створення російськомовних пісень. До альбому «Песни мертвых» 1996 року крім однойменної пісні, що була присвячена пам'яті Курта Кобейна, за авторства Маргарити Анатоліївни входять «Дайте свет», «Пепел на ветру» і «Тату». У наступні роки результатом її співпраці з гуртом стала більшість пісень, що були написані з кінця 1990-х до нашого часу (2014 р.): «Места хватит всем», «Лабиринт», «Кресты», «Металл доктор», «Мастер Скорбных Дел», «33 Жизни», «Экспресс», «Heavy ламбада», «Снежный охотник», «Замри!», «Бульдозер», «Суд идёт», «Большой Брат», «Воздух!», «Стальная дверь». Пісня «Человек-саранча» — спільно з В. Бєловим.

### Інші гурти «Сімейки Арія»
У різні роки писала тексти для гуртів «Маврин» і «Кипелов» — є основним автором пісень гурту протягом всього періоду його творчості.
Для гурту імені Мавріна, який протягом свого існування змінював назву з «Маврик» на «Сергей Маврин» і просто «Маврин», Маргарита Анатоліївна написала майже всі пісні їнього дебютного альбому «Скиталец» 1998 року. Після перерви у співпраці на альбом «Неформат 1», у якому пісень Пушкіної не було (імовірно, що вона під час підготовки матеріалу альбому була надто зайнята написанням пісень для гуртів «Ария» і «Мастер»), вона знов стає основним автором гурту, написаши більшість пісень чергового повноформатника «Химический сон». Альбом дістає низку критичних відгуків з приводу лірики. Чи через це, чи через появу власної «штатної» поетеси Балашової, надалі тексти Пушкіної стали складати ненастільки вагому частку лірики колективу, але лягли у пісні «Откровение», «Унеси меня, дорога», «Приговорённый К Любви».
Крім того, гурти «Маврин» і «Кипелов» використовують частину матеріалу, створеного у часи перебування їх лідерів в складі «Арії». У тому числі із текстами Маргарити Анатоліївни. У випадку з Мавріним — це пісня «Дай руку мне». У гуртів є ще одна важлива складова спільного матеріалу, який з'явився ще до їхнього заснування — пісні спільного альбому Кіпєлова та Маврина «Смутное время» 1997 року. Пушкіна є автором текстів всіх пісень цього альбому, з них три («Вот и все дела!», «Я свободен» та «Будем жить, Мать Россия!») — у співавторстві з Кіпєловим. Через тривалий час після виходу лірична пісня «Я свободен», перезаписана вже гуртом «Кипелов» здобула широке визнання. Значна частина альбому висвітлює атмосферу часів його написання, передає настрої, що були характерними для періоду пострадянської кризи. Дещо осторонь за тематикою пісня «Свет дневной иссяк…», яка передає в авторській інтерпретації євангельський мотив спроби спокуси Христа Дияволом.
Перша пісня, текст якої було написано власне для гурту «Кипелов» — «Вавилон», вийшла синглом 2004 року і стала взагалі першою новою композицією гурту, на перший час — його «візітівкою». На пісню було знято кліп, вона увійшла до двох наступних офіційних DVD гурту. Тема пісні розвиває традиційне від біблійних часів розуміння Вавилону — складне поєднання величі і гріховної слабкості. Крім Маргарити Анатоліївни над текстом пісні працював і сам Валерій Олександрович. У подальшому подібним чином проходило написання всіх пісень гурту — більшість пісень написані самою Пушкіною, решта — спільно з Кіпєловим. Звичайно, що співпраця з кожним колективом виконавців завжди передбачала відповідність змісту текстів до бачення музикантів, чим пояснюється помітна різноплановість творчості Пушкіної не тільки у порівнянні різних пісень, але і, умовно — за настроєм пісень, що були написані для різних колективів. З них «кіпєловські» більшою мірою поглиблені у внутрішній світ лідера гурту і його розуміння відповідальності виконавця перед слухачем за зміст того, що він співає.
Віталій Дубінін:
|  | А тексти… Я знаю, що останнім часом він хоче, аби всі пісні відображали його внутрішнє "я". Це доречно в гурті імені себе. Але коли гурт такий, як Арія, не треба обмежувати тематику собою. Оригінальний текст (рос.) А тексты… Я знаю, что в последнее время он хочет, чтобы все песни отражали его внутреннее "я". Это уместно в группе имени себя. Но когда группа такая, как Ария, не надо ограничивать собою круг тем. |

Кіпєлов зазначав, що попри спроби роботи з іншими авторами, єдиною, хто виправдовує його сподівання щодо результату, є Маргарита Пушкіна. Серед пісень альбому «Реки времён» 2005 року, які здобули загальне визнання, можна відзначити «Пророк» — напівмістичну за змістом, на тему важкості знань, проблеми сприйняття їх носія суспільством, ефемерності суспільного сприйняття (укр. «У світі, засліпленному пітьмою, може здатися сонцем полум'я свічі»), та важких відносин з вищими силами; «Я здесь» — про живучисть ніби втраченого колись кохання, яке повертається. Пісня «Призрачный взвод» вкотре повертає слухача до складного характеру східних конфліктів.
2011 року вийшов альбом «Жить вопреки», мотиви якого значною мірою окреслюються назвою платівки. 2013 -го було видано сингл «Отражение», центральна пісня якого торкається теми відношення видатного композитора Сальєрі до свого учня і ще більш славетного композитора Моцарта, якого він, за розповсюдженою легендою, отруїв. Паралельно пісня підіймає питання різнобарвності творчих прошарків за їх відношенням до справи.

### Margenta
Проект засновано Маргаритою Анатоліївною, яка його незмінно очолює і є автором текстів всіх пісень, ідейним натхненником, та своєрідним «музичним порадником». У записі різних альбомів проекту склад запрошених композиторів, музикантів та вокалістів суттєво відрізнявся. Так само є й коливання у музичних жанрах різних робіт. Другий альбом проекту був спільним з гуртом «Мастер», музиканти якого виступили авторами та виконавцями композицій, за участі запрошених вокалістів. Композитором значної частини творчості проекту став Сергій Скрипніков, також серед авторів музики був Сергій Терентьєв. Серед запрошених музикантів були Сергій Маврін, Андрій Смирнов, Олександр Корпухін, та інші відомі російські рок-виконавці. У пісні «Настроение» зіграв на віолончелі син Валерія Олександровича Олександр Кіпєлов, вокальну партію у цій же пісні виконала сестра Олександра Жанна Кіпєлова. Серед відомих рок-вокалістів у проекті були в різний час задіяні Валерій Кіпєлов, Дмитро Борисєнков, Артур Беркут, Максим Самосват, Михайло Сєришев, Олексій Булгаков, Андрій Лефлер. Також як вокалісти в ньому виступали Віталій Дубінін, жінка Сергія Терентьєва та співачка Наталья «Glossy», відома блюзова виконавиця Анастасія Маркова.
Дискографія (з переліком пісень):
- 2003 — «Отлетались (Ария Маргариты)»

01.Увертюра
02.Безнадёга
03.Пулемётчица
04.Oyes, muchacho
05.Отлетались (Ты бросил школу)
06.Две шестёрки
07.Пляжная
08.Цветы в волосах
09.Покидая Вавилон… (подарочек для Б. Г.)
10.Кода
11.Памяти Джорджа Харрисона (bonus)
- 2006 — «По ту сторону сна» (спільний з гуртом «Мастер»)

01.Танец
02.Гений рока
03.Музыка сфер
04.За гранью
05.Песни Аннушки
06.Смерть Берлиоза
07.Конферанс
08.Мечтай
09.Война (Live in studio)
10.По ту сторону сна (Ч.1)
11.Лес Брокилон
12.Крысы
13.Сын камня
14.Время варваров
15.Live in studio
16.Omut
17.Мраморный Ангел
18.По ту сторону сна (Ч.2)
19.Бардак (Bonus)
20. Бардак 2 (Bonus)
- 2007 — «Династия Посвящённых»

01.Лилия и Лилит
02.Змея
03.Ave Leticia
04.Каждому…
05.Закатные Рыцари
06.Покровители
07.Никто
08.Саксонский Корпус
09.Вересковая Пустошь
10.Андайский Крест
11.Реквием
12.Лунное Дитя
13.Никто (digibook bonus track)
14.Невидима (digibook bonus track)
- 2009 — «Династия Посвящённых-2. Дети Савонаролы»

01.Молитва к Леонардо
02.Варфоломеевская Ночь
03.Отчаяние
04.Вампир Анны
05.Опрокинутость (В небе)
06.Убийца Времени
07.Мраморный Ангел
08.Вьюнок-Саламандра
09.Пепел (часть 1)
10.Пепел (часть 2, ария)
11.Дети Савонаролы
12.Серебряный Полк
13.Настроение
14.Серебряный Полк (дует)
- 2009 — «Нейтрализатор мрачности»

01.Титаник
02.Тетка Мэри
03.Времена
04.Позитифф
05.Блюз байкера
06.Колхоз покойников рок-н-ролла
07.Все так странно
08.Ни пуха, ни пера
09.Колеса
10.Еще одна октава
11.Увеличивай Карму Добра
12.Жесть (бонус)
- 2010 — «Цветок майорана»

01.Intro
02.Цветок майорана
03.Подари мне
04.Заздравная
05.Заздравная (для тех, кто любит потяжелее)
- 2013 — «Sic Transit Gloria Mundi CD 1»

01.Возрождение
02.Розы для Уильяма Блейка
03.Железный Лес
04.Возрадуйся, Гендель!
05.Крысолов
06.Голос
07.Клеопатра
08.Ария Кота Бегемота
- 2013 — «Sic Transit Gloria Mundi CD 2»

01.Ключи
02.Cara Italia
03.Конец Апреля
04.Баллада о возвращении Офелии
05.Благородному Дону Румате
06.Вели миру, Велимир
07.Письмена в облаках
08.Sic Transit Gloria Mundi
09.Голос. Иное прочтение
10.Баллада о возвращении Офелии. Иное прочтение
11.Я искала тебя

### Інші гурти
У 1980-ті роки співпрацювала також з гуртами «Карнавал» (пісні «Автомат», «Мы Слушали Битлз», «Крот», «Фестиваль»), «Рок-Ателье» («Если метель» з Б. Баркасом, «Люди и птицы», «Мы знаем», «Время пришло»), «ЭВМ» («Честный Джон», «Страна поздравлений», «Эйфория», «Мария».), «Лига блюза» (для проекту «Треф»: пісні «Тоска», «Ограбление»).
1985-го року спільно з Олександром Борисовичем Градським написала рок-оперу «Стадион», яку вважає одним із своїх найкращих творінь.
У 21-му ст. найвідомішими не з арійських рок-гуртів, з якими співпрацює як автор Маргарита Анатоліївна, є «Ольві», «Catharsis» та «Гран-КуражЪ».
Для перших було написано «Обманутые», «Вина», «Тени» (всі — у співавторстві з лідером гурту Т. Щербаковим), «Осенняя песня», «Молитва Иуды» та «Уймись, душа!».
Співпрацю з «катарами» поетеса почала ще у ранній (він же — англомовний) період їхньої творчості. Так з'явилися на світ пісні «Heart of the World», «Silence Flows…», «Sunrise Beast», «Crusader».
Після переходу гурту на російську з пера Маргарити Анатоліївни вийшли російськомовні варіанти вищенаведених пісень, а також було написано нові — «Hold Fast», «Madre», «Острова во сне», «Волки», «Возьми меня к воротам Вавилона», «Сердце мира», «Дальше — тишина», «Рассветный зверь», «Помни меня», «Воин света», визнані хіти — «Баллада земли» та «Крылья». Пісню «Не зарекайся» було відпочатку написано для телепередачі, але плани змінилися і вона увійшла до програми «Катарсіса», щоправда, у дещо скороченому варіанті.
«Гран-КуражЪ» 2010 року записав на альбомі «Лёд и пламя» композицію «Все имена» на вірші Пушкіної.

## Цікаві факти
- Маргарита Анатоліївна є автором тексту до пісні «Замыкая круг» на музику Кріса Кельмі. 1987 року на цю пісню було знято кліп з колективним виконанням цієї пісні зірками радянського року. Серед них — Кріс Кельмі, Олександр Градський, Костянтин Нікольський, Олександр Ситковецький, Віталій Дубінін, Андрій Макаревич, Євген Маргуліс, Марина Капуро, Валерій Сюткін, Олександр Кутіков, Дмитро Варшавський, Артур Беркут, та інші відомі виконавці.

- З англомовного матеріалу «Мастер»'а Маргариту Пушкіну на офіційному сайті гурту (станом на січень 2014 р.) називають співавтором однієї пісні — «Fallen Angel». Інші ресурси вказують на авторство Горбунова і «ліричну ідею» Пушкіної[25]. Сама Маргарита Анатоліївна відкидає свою причетність до цього тексту[26]. Імовірно, що автори пісні мали на увазі смислові паралелі з піснею «Антихрист».

- Ділан Трой зазначав, що є практично єдиним автором книги «Ария. Легенда о динозавре» і що дізнався про співавторство Пушкіної і Троєгубова, лише коли побачив вже видану книгу. Втім, він визнає, що її фінальний варіант істотно відрізняється, від ним написаного.[27][28]

- Існує фанатський поект «Черновики Маргариты», який переважно займається виконанням чорнових варіантів пісень, які були написані Пушкіною для гуртів «Ария» і «Кипелов», але для цих виконавців були перероблені. Поштовхом для ідеї стала публікація частини чернеток самою Маргаритою Анатоліївною з дозволом охочим гуртам їх використовувати. Так з'явилися пісні з «новим-старим» змістом «Вперёд, колонны!» (перша версія пісні «Машина смерти»), «Дыханье тьмы» та інші. Один з вокалістів — постійних учасників проекту Сергій Лобанов також записав пісню «Штиль» спільно з українським гуртом «Symfomania», який зробив нове оранжирування за допомогою класичних інструментів від київських музиканток, та на початковий текст Пушкіної, що дозволило виконати композицію у зовсім іншій манері.

## Інтерв'ю
- Про роботу над альбомом гурту «Кипелов» «Жить вопреки». https://web.archive.org/web/20140116114735/http://forum.kipelov.ru/showthread.php?t=14572
- Видавничому дому «Интеллектуальная собственность», 2006 р. http://superpressa.ru/index.php?option=com_content&view=article&id=55:2011-04-26-11-17-33&catid=3 [Архівовано 16 січня 2014 у Wayback Machine.]
- Сайту 1ne-more.ru, 2011 р. https://web.archive.org/web/20140116130429/http://1ne-more.ru/archives/818
- https://web.archive.org/web/20140116115739/http://usenet.su/showthread.php/322249, 2004 р.
- Холстинін, Дубінін і Пушкіна з приводу альбому «Феникс», 2011 р. http://metalrus.ru/groups/18/post-view/18535 [Архівовано 17 січня 2014 у Wayback Machine.]
- Маргарита Пушкіна: «Двигаться вдаль — лучшая цель» http://aria-angel.narod.ru/int_margo.html [Архівовано 16 січня 2014 у Wayback Machine.]
- «Династия посвящённых. На другой высоте» 2009 р. http://headbanger.ru/interviews/101 [Архівовано 16 січня 2014 у Wayback Machine.]
- Журналу «Dark City» № 62, 2011 р., стор. 14
- «Margenta» для журналу «Dark City» № 39, 2007 р., стор. 56
- «Мастер» та «Margenta» журналу «Dark City» № 34, 2006 р., стор. 26
- Журналу «Dark City» № 21, 1998 р., стор. 32